# Wayne Black
Pour les articles homonymes, voir Black.
Wayne Black, né le 14 novembre 1973 à Harare, est un ancien joueur de tennis professionnel zimbabwéen.
Spécialisé dans le double, il a remporté 18 tournois. Associé à Kevin Ullyett, il est vainqueur à l'US Open en 2001. Battus aux Masters en novembre 2004 par Bob et Mike Bryan, Black et Ullyett prennent leur revanche en finale de l'Open d'Australie en janvier 2005. Cette seconde victoire en Grand Chelem permet à Wayne Black d'atteindre le meilleur classement de sa carrière en double : 4e mondial.
De 1992 à 2005, Wayne Black a été membre de l'équipe du Zimbabwe de Coupe Davis qui s'est hissée en quart de finale du groupe mondial en 1998 grâce à sa victoire sur l'Australie au premier tour - Wayne Black avait alors battu Mark Woodforde.
Sa sœur Cara et son frère Byron ont également été joueurs de tennis au plus haut niveau.

## Palmarès

### En double messieurs
| 18 titres en double | 2 G. Chelem | 2 G. Chelem | 2 G. Chelem | 2 G. Chelem | 0 Masters  | 0 Masters  | 0 Masters   | 0 Masters   | 5 Masters 1000 | 5 Masters 1000 | 5 Masters 1000 | 5 Masters 1000 | 1 ATP 500          | 1 ATP 500          | 1 ATP 500          | 1 ATP 500          | 10 ATP 250         | 10 ATP 250         | 10 ATP 250     | 10 ATP 250     | 0 JO           | 0 JO           | 0 JO           | 0 JO           |
| 18 titres en double | 14 sur dur  | 14 sur dur  | 14 sur dur  | 14 sur dur  | 14 sur dur | 14 sur dur | 1 sur gazon | 1 sur gazon | 1 sur gazon    | 1 sur gazon    | 1 sur gazon    | 1 sur gazon    | 2 sur terre battue | 2 sur terre battue | 2 sur terre battue | 2 sur terre battue | 2 sur terre battue | 2 sur terre battue | 1 sur moquette | 1 sur moquette | 1 sur moquette | 1 sur moquette | 1 sur moquette | 1 sur moquette |

## Parcours dans les tournois duGrand Chelem

### En simple
| Année | Open d'Australie | Open d'Australie | Internationaux de France | Internationaux de France | Wimbledon       | Wimbledon     | US Open         | US Open     |
| ----- | ---------------- | ---------------- | ------------------------ | ------------------------ | --------------- | ------------- | --------------- | ----------- |
| 1995  | 2e tour (1/32)   | V. Spadea        | —                        | —                        | —               | —             | 1er tour (1/64) | J. Eltingh  |
| 1996  | —                | —                | —                        | —                        | —               | —             | —               | —           |
| 1997  | —                | —                | 1er tour (1/64)          | M. Ríos                  | —               | —             | 1er tour (1/64) | R. Krajicek |
| 1998  | 3e tour (1/16)   | G. Raoux         | 1er tour (1/64)          | B. Ulihrach              | 2e tour (1/32)  | T. Woodbridge | 2e tour (1/32)  | T. Muster   |
| 1999  | 1/8 de finale    | T. Martin        | 1er tour (1/64)          | A. Berasategui           | 1er tour (1/64) | S. Lareau     | 1er tour (1/64) | A. Clément  |
| 2000  | 3e tour (1/16)   | P. Sampras       | —                        | —                        | 1er tour (1/64) | K. Kučera     | 1er tour (1/64) | J. Golmard  |
| 2001  | 1er tour (1/64)  | N. Kiefer        | —                        | —                        | 3e tour (1/16)  | T. Enqvist    | —               | —           |

N.B. : à droite du résultat se trouve le nom de l'ultime adversaire.

### En double
| Année | Open d'Australie           | Open d'Australie           | Internationaux de France    | Internationaux de France  | Wimbledon                  | Wimbledon                  | US Open                    | US Open                  |
| ----- | -------------------------- | -------------------------- | --------------------------- | ------------------------- | -------------------------- | -------------------------- | -------------------------- | ------------------------ |
| 1996  | 1er tour (1/32) D. Wheaton | C. Suk D. Vacek            | 1er tour (1/32) J. Waite    | G. Forget J. Hlasek       | 1er tour (1/32) J. Frana   | P. Pála P. Vízner          | —                          | —                        |
| 1997  | —                          | —                          | 1/8 de finale J. Grabb      | I. Kafelnikov D. Vacek    | 1/2 finale J. Grabb        | T. Woodbridge M. Woodforde | 1/2 finale J. Grabb        | J. Björkman N. Kulti     |
| 1998  | 2e tour (1/16) J. Apell    | J. Björkman J. Eltingh     | 1/8 de finale S. Lareau     | J. Alonso N. Lapentti     | 1/2 finale S. Lareau       | J. Eltingh P. Haarhuis     | 1er tour (1/32) S. Lareau  | B. Black A. O'Brien      |
| 1999  | 1/8 de finale S. Stolle    | T. Woodbridge M. Woodforde | 1/8 de finale S. Stolle     | D. Prinosil D. Vacek      | 1/4 de finale S. Stolle    | O. Delaitre F. Santoro     | 1/4 de finale S. Stolle    | A. Olhovskiy D. Prinosil |
| 2000  | Finale A. Kratzmann        | E. Ferreira R. Leach       | 2e tour (1/16) A. Kratzmann | N. Godwin M. Hill         | 1er tour (1/32) K. Ullyett | W. Arthurs B. Ellwood      | 1er tour (1/32) K. Ullyett | P. Goldstein C. Woodruff |
| 2001  | 1/4 de finale K. Ullyett   | B. Black D. Prinosil       | 1/8 de finale K. Ullyett    | L. Arnold Ker C. Suk      | 1er tour (1/32) K. Ullyett | T. Cibulec L. Friedl       | Victoire K. Ullyett        | D. Johnson J. Palmer     |
| 2002  | 1/4 de finale K. Ullyett   | J. Boutter A. Clément      | 1/8 de finale K. Ullyett    | T. Cibulec L. Paes        | 2e tour (1/16) K. Ullyett  | A. Florent D. Macpherson   | 1/4 de finale K. Ullyett   | M. Bhupathi M. Mirnyi    |
| 2003  | 1/8 de finale K. Ullyett   | J. Coetzee C. Haggard      | 2e tour (1/16) K. Ullyett   | Y. El Aynaoui T. Vanhoudt | 1/8 de finale K. Ullyett   | M. Damm C. Suk             | 1/8 de finale K. Ullyett   | M. Llodra F. Santoro     |
| 2004  | 1/4 de finale K. Ullyett   | J. Björkman T. Woodbridge  | 1/4 de finale K. Ullyett    | B. Bryan M. Bryan         | 1/4 de finale K. Ullyett   | J. Knowle N. Zimonjić      | 1/4 de finale K. Ullyett   | J. Benneteau N. Mahut    |
| 2005  | Victoire K. Ullyett        | B. Bryan M. Bryan          | 1er tour (1/32) K. Ullyett  | J. Knowle J. Melzer       | 1/2 finale K. Ullyett      | B. Bryan M. Bryan          | 1/2 finale K. Ullyett      | J. Björkman M. Mirnyi    |
| 2006  | —                          | —                          | —                           | —                         | 1er tour (1/32) J. Coetzee | J. Auckland J. Delgado     | —                          | —                        |

N.B. : le nom du ou de la partenaire se trouve sous le résultat ; le nom des ultimes adversaires se trouve à droite.

### En double mixte
| Année | Open d'Australie | Open d'Australie | Internationaux de France | Internationaux de France        | Wimbledon             | Wimbledon                    | US Open                  | US Open                          |
| ----- | ---------------- | ---------------- | ------------------------ | ------------------------------- | --------------------- | ---------------------------- | ------------------------ | -------------------------------- |
| 2002  |                  |                  | Victoire Cara Black      | Elena Bovina Mark Knowles       |                       |                              |                          |                                  |
| 2003  |                  |                  |                          |                                 |                       |                              | 1/2 finale Cara Black    | L. Krasnoroutskaïa Daniel Nestor |
| 2004  |                  |                  | Finale Cara Black        | Tatiana Golovin Richard Gasquet | Victoire Cara Black   | Alicia Molik Todd Woodbridge |                          |                                  |
| 2005  |                  |                  |                          |                                 |                       |                              | 2e tour (1/8) Cara Black | Dinara Safina Andy Ram           |
| 2006  |                  |                  |                          |                                 | 1/2 finale Cara Black | Vera Zvonareva Andy Ram      | -                        | -                                |

N.B. : le nom du ou de la partenaire se trouve sous le résultat ; le nom des ultimes adversaires se trouve à droite.

## Participation aux Masters

### En double
| Année | Ville                      | Surface         | Partenaire    | Résultats | Résultat final |
| ----- | -------------------------- | --------------- | ------------- | --------- | -------------- |
| 1999  | Hartford                   | Moquette indoor | Sandon Stolle | 2v, 2d    | Demi-finaliste |
| 2004  | Houston                    | Dur ext.        | Kevin Ullyett | 3v, 2d    | Finaliste      |
| 2005  | Shanghai, Qi Zhong Stadium | Moquette indoor | Kevin Ullyett | 3v, 1d    | Demi-finaliste |

## Meilleures performances en simple

### Ses 10 victoires sur les joueurs les mieux classés
|    | Date    | Nom et lieu du tournoi                          | Tour            | Surface     | Adversaire battu | Adversaire battu | Score               |
| -- | ------- | ----------------------------------------------- | --------------- | ----------- | ---------------- | ---------------- | ------------------- |
| 1  | 08/1994 | Tournoi de tennis de New Haven, New Haven       | 1er tour (1/32) | Dur         | Brad Gilbert     | no 44            | 6-3, 6-0            |
| 2  | 08/1995 | Tournoi de tennis de New Haven, New Haven       | 1er tour (1/32) | Dur         | Jacco Eltingh    | no 20            | 6-3, 6-3            |
| 3  | 01/1998 | Open d'Australie, Melbourne                     | 1er tour (1/64) | Dur         | Brett Steven     | no 48            | 6-4, 6-2, 6-2       |
| 4  | 03/1998 | Pacific Life Open, Indian Wells                 | 1er tour (1/32) | Dur         | Tim Henman       | no 19            | 6-3, 6-4            |
| 5  | 06/1998 | Hastings Direct Int’l Champ’s, Nottingham       | 1er tour (1/32) | Gazon       | Todd Woodbridge  | no 29            | 7-62, 7-63          |
| 6  | 08/1998 | Rogers Masters, Toronto                         | 1er tour (1/32) | Dur         | Byron Black      | no 32            | 6-4, 6-0            |
| 7  | 08/1998 | Indianapolis Tennis Championships, Indianapolis | 2e tour (1/16)  | Dur         | Thomas Muster    | no 24            | 6-3, 5-7, 6-4       |
| 8  | 01/2000 | Open d'Australie, Melbourne                     | 2e tour (1/32)  | Dur         | Marc Rosset      | no 45            | 6-1, 2-6, 7-61, 6-3 |
| 9  | 02/2000 | The Dubai Tennis Championships, Dubaï           | 1er tour (1/16) | Dur         | Daniel Vacek     | no 45            | 6-2, 6-3            |
| 10 | 02/2001 | ATP Kremlin Cup, Moscou                         | 1er tour (1/16) | Synthétique | Marat Safin      | no 27            | 6-4, 6-75, 6-4      |

## Classement ATP en fin de saison

### En simple
| Année | 1992 | 1993 | 1994 | 1995 | 1996 | 1997 | 1998 | 1999 | 2000 | 2001 | 2002 | 2003 | 2004 |
| Rang  | 459  | 719  | 360  | 197  | 252  | 97   | 95   | 148  | 107  | 161  | 418  | 302  | 1339 |

### En double
| Année | 1992 | 1993 | 1994 | 1995 | 1996 | 1997 | 1998 | 1999 | 2000 | 2001 | 2002 | 2003 | 2004 | 2005 | 2006 |
| Rang  | 541  | 1056 | 301  | 147  | 159  | 38   | 46   | 14   | 42   | 12   | 13   | 23   | 8    | 5    | 574  |

Source : (en) Classements de Wayne Black sur le site officiel de la Fédération internationale de tennis